# La collera di Attila
La collera di Attila è un romanzo storico di José Luis Rodríguez del Corral, pubblicato in Italia da Piemme nel 2007. È ambientato in diversi luoghi dell'agonizzante Impero romano d'Occidente, intorno al 433-454 circa. Lo sfondo propone le cruente devastazioni di Attila, re degli Unni, sui territori dell'Impero d'Occidente e delle varie tribù barbare stabilitesi recentemente nelle terre di Roma. La ricostruzione storica in cui sono ambientati gli avvenimenti è accurata e quasi completamente fedele.

## Trama
Concordio, il protagonista del racconto, è il figlio di un falegname e predicatore della parola di Cristo. Marco, suo padre, lo costringe in giovane età a seguirlo e ad abbandonare per sempre la casa, la madre, gli amici e i parenti. Marco e Concordio viaggiano ininterrottamente per un intero anno divulgando la parola cristiana attraverso città, villaggi e campagne. Un giorno, mentre i due percorrono la strada per Ravenna, s'imbattono nel generale romano vero detentore delle sorti dell'Impero, Flavio Ezio, il quale viene acclamato dalla gente del luogo. Marco, indignato per l'accoglienza benevola nei confronti del generale, si scaglia contro di lui offendendolo e ingiuriandolo, richiamando l'attenzione di tutti. La folla reagisce alle calunnie lapidandolo, ma fortunatamente i soldati della nobile patrizia Domitilla, salvano padre e figlio dalla loro furia. Domitilla accoglie i due perseguitati nella sua lettiga e resta subito colpita dall'armonica voce del ragazzo. Decide così di ospitare padre e figlio nella sua villa, riservando a ciascuno un trattamento diverso: accoglie Concordio nelle sue stanze, e manda Marco negli alloggi della servitù. Ben presto, Domitilla s'invaghisce del ragazzo che lo attrae particolarmente. Egli diventa così l'amante di lei, il suo lettore e cantastorie.
In seguito, nella villa arrivano tre uomini che in gran segreto tengono un incontro con Domitilla e le consegnano un messaggio da parte di Giusta Grata Onoria (sorella maggiore dell'imperatore romano Valentiniano III). Il messaggio informa Domitilla della prigionia di Onoria in una cella della corte a causa dell'invidia e della gelosia del fratello. Fa intendere inoltre che ella sta attuando un piano per fuggire e vendicarsi. Tramite un intermediario, Draco, Onoria le comunica di volersi sposare con l'uomo più potente e pericoloso di quei tempi: Attila. Intanto però l'imperatore, sospettando qualche complotto da parte della sorella, a causa della scomparsa di Giacinto, amico fedelissimo di Onoria, mette in allarme le guardie e ordina di catturarlo; fa pressioni sull'economo di Domitilla, Aurelio, per informarlo qualora avvenisse qualcosa di sospetto nella villa della matrona. Tutte queste precauzioni, tuttavia, finiscono tragicamente poiché il drappello dei soldati di Valentiniano viene massacrato da Draco e i suoi uomini. Giacinto riesce a raggiungere la casa di Domitilla; Aurelio, che aveva tentato inutilmente di far parlare Concordio della missiva di Onoria, viene anch'egli ucciso da Draco. Accordatisi per aiutare Onoria, Giacinto, Concordio, Marco e Draco partono alla volta della corte di Attila per presentare a quest'ultimo l'offerta di Onoria. Giunti dal sovrano, Attila, resta compiaciuto per la proposta, ma, causa il netto rifiuto dell'imperatore romano a concedere sua sorella a nozze, il re degli Unni, raccoglie un grande esercito (essenzialmente grazie al contributo delle moltissime tribù barbare da lui sottomesse) e invade la Gallia. In preda alla disperazione, Valentiniano fa radere al suolo la villa di Domitilla, la quale miracolosamente non viene catturata, rifugiandosi in un monastero.
Intanto però la Gallia è preda di bottino, rapine e saccheggi; Attila distrugge tutto ciò che incontra. Flavio Ezio è costretto ad intervenire, ma è consapevole della debolezza dell'Impero, che ormai si trascina da anni e sa bene che le sue forze non sono sufficienti a fermare l'invasione. L'abile Ezio pensa di allearsi con Teodorico I, re dei Visigoti, ma solo dopo una lunga e difficile negoziazione riesce ad usufruire dei soccorsi dei Visigoti per combattere il nemico comune. Anche Orléans sta per cedere quando gli eserciti congiunti di Flavio Ezio e Teodorico I si scontrano con Attila presso la valle dei Campi Catalaunici, in quella che verrà ricordata come la battaglia dei popoli. I Romani vincono lo scontro, ma il re dei Visigoti muore sul campo. Suo figlio Torrismondo nutre sentimenti anti-romani e decide di non infliggere il colpo di grazia ad Attila. Flavio Ezio, abbandonato da Torrismondo, rinuncia per sempre a distruggere la potenza unna, ipotizzando (errando), di poterla usare per bilanciare la forza visigota e quella di tutti barbari dell'Impero. Difatti, l'anno seguente, Attila, con una mossa a sorpresa, si ripropone con un esercito ben più forte di quello in precedenza da lui guidato e punta sull'Italia con l'intento di deporre Valentiniano e sposare sua sorella. Devasta tutta la pianura padana e distrugge Aquileia dopo un lungo assedio. La sua forza è inarrestabile ed Ezio è bloccato in Gallia. Valentiniano, vedendo precipitare la situazione, si convince a consegnare la sorella per salvarsi la vita. Manda una ambasciata, con Onoria, ad Attila. Nell'ambasciata di Valentiniano c'è anche un importante personaggio: papa Leone I; egli tenta di persuadere il re degli Unni a fermare la sua marcia. Attila, avendo soddisfatto la sua richiesta principale, decide di seguire il consiglio del papa. Il re e Onoria si sposano con la partecipazione di tutto il popolo unno. Ma nella notte Attila muore per epistassi. Gli Unni, orfani della loro guida, fanno ritorno al loro regno. Onoria è costretta a rifugiarsi in un monastero, mentre Draco e Domitilla tornano alla villa per recuperare il tesoro che prudentemente quest'ultima aveva nascosto per scappare in Oriente, ormai minacciati da Valentiniano. Giunti sul posto però Draco, con voltafaccia, assassina Domitilla per impossessarsi dell'oro e fugge via. Concordio infine, decide di prendere i voti del sacerdozio.

## Edizioni
- José Luis Rodríguez del Corral, La collera di Attila, Piemme, 2007,  p. 394.